# 펨브로크 (펨브로크셔)

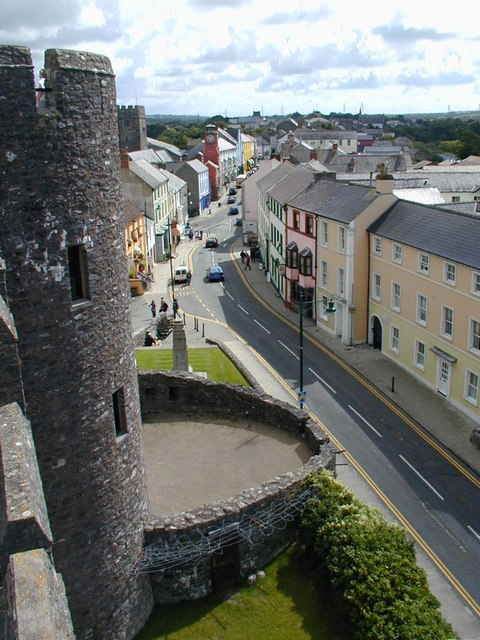
펨브로크

펨브로크(영어: Pembroke, 웨일스어: Penfro)는 웨일스 펨브로크셔의 도시로, 인구는 7,552명이다.